# Laigné
Laigné is een plaats en voormalige gemeente in het Franse departement Mayenne (regio Pays de la Loire) en telt 733 inwoners (2004). De plaats maakt deel uit van het arrondissement Château-Gontier. Laigné is op 1 januari 2018 gefuseerd met de gemeente Ampoigné tot de gemeente Prée-d'Anjou. 

## Geografie
De oppervlakte van Laigné bedraagt 21,5 km², de bevolkingsdichtheid is 34,1 inwoners per km².
De onderstaande kaart toont de ligging van Laigné met de belangrijkste infrastructuur en aangrenzende gemeenten.

## Demografie
Onderstaande figuur toont het verloop van het inwonertal (bron: INSEE-tellingen).